# カール・フォン・ヒューゲル

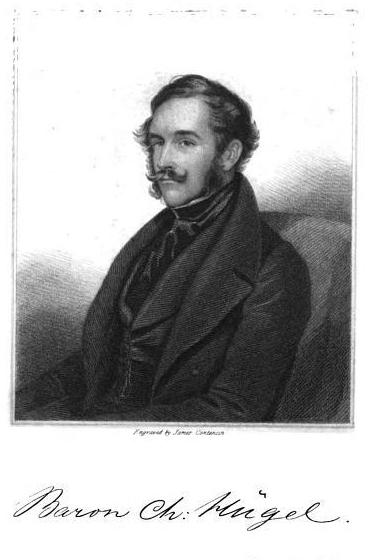
Carl von Hügel (1796-1870)

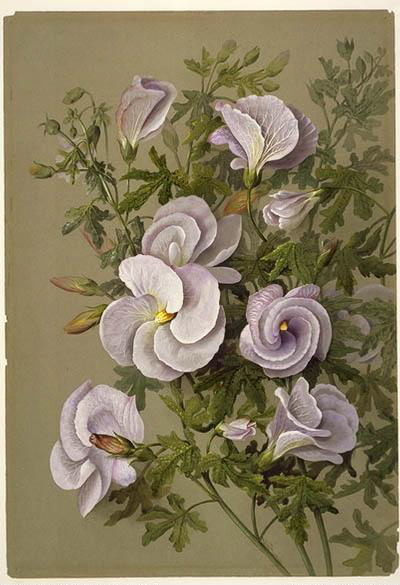
Ellis Rowanによるブルー・ハイビスカス（Alyogyne huegelii）の図

カール・フォン・ヒューゲル（Carl Alexander Anselm Freiherr von Hügel、1796年4月25日 - 1870年6月2日）は、オーストリアの外交官、探検家、博物学者、園芸家である。

## 生涯
レーゲンスブルクで生まれた。1811年からオーストリア陸軍に属して、ナポレオン戦争や1820年のシチリア島侵攻に参加した。1824年に軍隊を離れた。1830年から1836年の間、アジア、オーストラリアの植物採集、宗教の歴史、民族学資料を集める探検を組織し、ヒマラヤやカシミール、オーストラリアを訪れた。ウィーン郊外のHietzingに植物園を作り、オーストラリアから運んだ植物を栽培し有名になった。
1848年3月、ウィーンでの革命により、宰相クレメンス・メッテルニヒとともにイギリスに亡命した。革命が収束すると皇帝フランツ・ヨーゼフ1世の命によってトスカーナ大公国やブリュッセルの大使を務めた。
ヒューゲルの民俗学的コレクションはウィーン民俗学博物館（Weltmuseum Wien）の重要な収集品となっており、オーストリア園芸協会（Österreichischen Gartenbaugesellschaft）の創立者で、オーストリア科学アカデミーの会員に選ばれた。
1849年には、カシミール探険の功績によって、イギリスの王立地理学会から金メダル（パトロンズ・メダル）を受賞した。
ブルー・ハイビスカス（アリオギネ・ヒューゲリー：Alyogyne huegelii：アオイ科アリオギネ属）などに献名されている。

## 著書
- Kaschmir und das Reich der Siek. Hallberger, Stuttgart 1840-1848. 4. Bände. Digitalisat
- Das Kabul-Becken und die Gebirge zwischen dem Hindu-Kosch und der Sutlej. Kaiserlich-königliche Hof- und Staatsdruckerei, Wien 1851-1852. 2. Bände.
- Der Stille Ozean und die spanischen Besitzungen im Ostindischen Archipel. Kaiserlich-königliche Hof- und Staatsdruckerei, Wien 1860. 1 Band.